# 巴蘭杜黑
巴蘭杜黑（1430年—1511年），哈薩克汗國第三位可汗，克列汗之子。
他於1474年成為汗。他和他的部眾在巴爾喀什湖和卡拉塔爾河之間活動。他雖是可汗，但汗國大多數人支持賈尼別克之子哈斯木速檀，而且哈斯木每次軍事行動中他都得了勝利，所以他的影響力增長很多，以至於他被宣佈為所有哈薩克人的汗，相反巴蘭杜黑汗沒有任何人望。
为争夺锡尔河流域，他长期和乌兹别克汗国的穆罕默德·昔班尼作战，并且和帖木儿帝国结盟，一起抵御别失八里·亦力把里（东察合台汗国）和乌兹别克的统治者。15世纪末，中亚的塔什干、塞拉姆等城市归属东察合台汗国，讹答剌、土耳克斯坦、阿尔奎克、乌尔坚奇、锡晏那克、萨乌兰、苏扎克和土耳克斯坦之北都属于哈萨克汗国。1500年，率军攻打昔班尼，使他迁居河中地区。哈萨克汗国得以稳定发展。哈萨克被速檀哈斯木、加尼希、塔尼希、艾合买提分治各个领地，汗权衰落。
在1511年，巴蘭杜黑被強行廢黜，但哈斯木保住了他的生命，並允許他退隱到河中。巴蘭杜黑永遠離開了欽察草原，前往撒馬爾罕，在那裡他和他的一個女兒住在一起直到死去。巴蘭杜黑是哈薩克汗國中唯一一個克列汗的後裔，而其餘的都是賈尼別克的後裔。
| 前任者： 賈尼別克 | 哈薩克汗國可汗 1480年–1511年 | 繼任者： 哈斯木 |